# Luis Trenker
Luis Trenker (né le 4 octobre 1892 à Saint-Ulrich in Gröden, Tyrol, Autriche-Hongrie - mort le 13 avril 1990 à Bolzano, Tyrol du Sud, Italie) est un alpiniste, acteur, réalisateur, scénariste, producteur et monteur italo-autrichien, dont la carrière débuta dans les dernières années du cinéma muet et se poursuivit pendant plus d'un demi-siècle, jusqu'à Heimat aus Gottes Hand, film qu'il a réalisé en 1979, à l'âge de 87 ans. Il est un des maîtres du cinéma de montagne de l'école allemande. Il est aussi l'oncle du producteur de musique Giorgio Moroder.

## Biographie

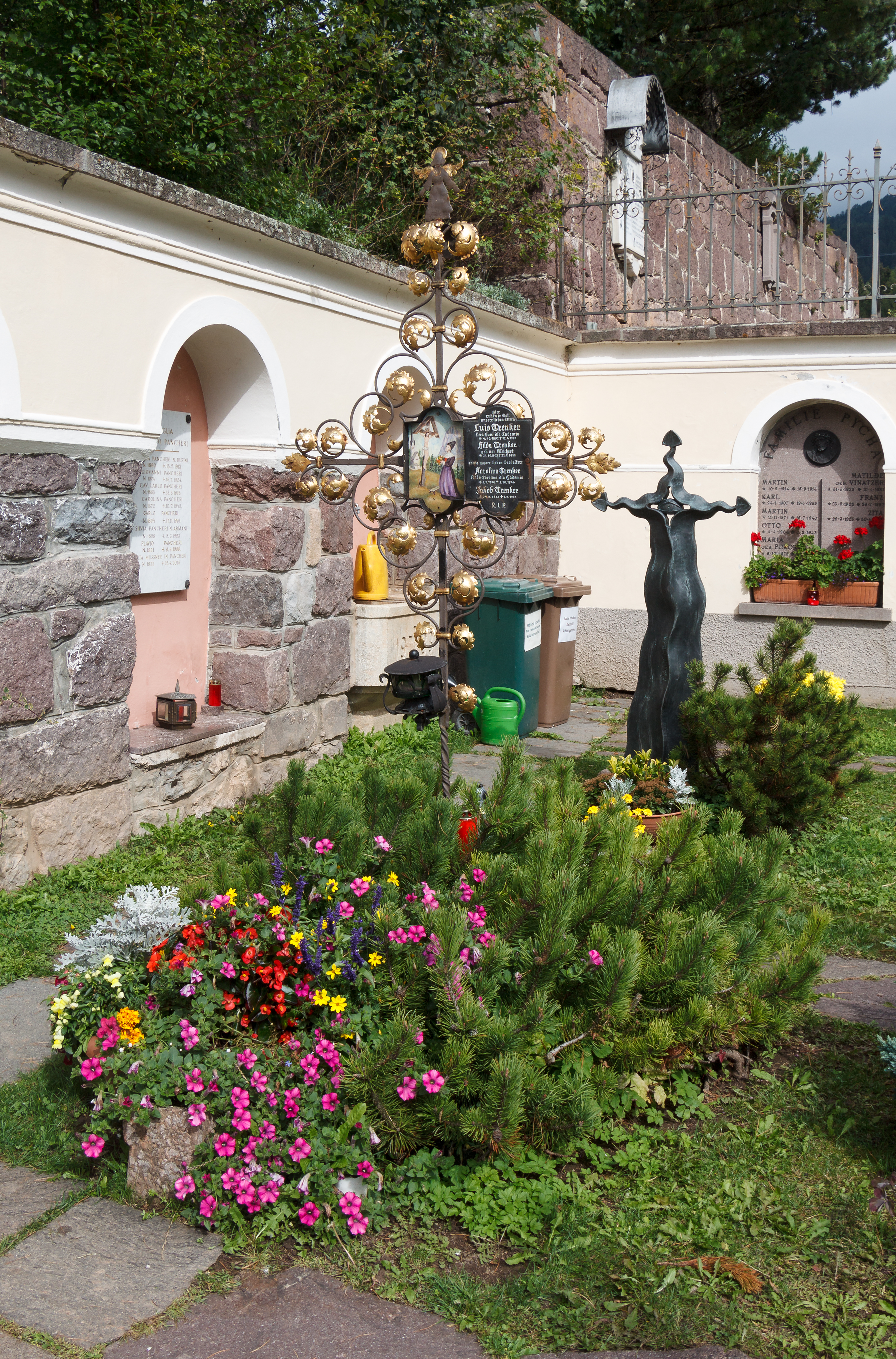
Tombe familiale de Luis Trenker dans le cimetière d'Ortisei.

## Filmographie

### Comme acteur
- 1924 : Der Berg des Schicksals
- 1926 : La Montagne sacrée (Der heilige Berg) : Karl
- 1927 : Le Grand Saut (Der Große Sprung) : Toni
- 1928 : Der Kampf ums Matterhorn : Jean-Antoine Carrel
- 1929 : Der Ruf des Nordens
- 1930 : Les Chevaliers de la montagne
- 1930 : Die Heiligen drei Brunnen : Christomanus, Engineer
- 1930 : Der Sohn der weißen Berge : Hans Turri
- 1931 : Les Monts en flammes : Florian Dimaï
- 1932 : The Doomed Battalion : Florian Di Mai
- 1932 : Der Rebell : Severin Anderlan
- 1934 : Le Fils prodigue (Der Verlorene Sohn) : Tonio Feuersinger
- 1936 : L'Empereur de Californie : Johann August Suter
- 1937 : Le Capitaine de Florence (Condottieri) : Giovanni de' Medici
- 1938 : Le Défi (Der Berg ruft!) : Antonio Carrel
- 1938 : The Challenge (en) : Jean-Antoine Carrel
- 1938 : Liebesbriefe aus dem Engadin : Toni Anewanter
- 1940 : Le Diable de feu (Der Feuerteufel) : Valentin Sturmegger
- 1943 : Germanin - Die Geschichte einer kolonialen Tat : Dr Hans Hofer
- 1945 : Monte Miracolo : l'ingénieur Roberto Rey
- 1950 : I Condottieri, Giovanni delle bande nere
- 1950 : Barriera a Settentrione : Stefano Hassler
- 1951 : Aus König Laurins Rosengarten
- 1955 : Il prigioniero della montagna : Giovanni Testa
- 1956 : Von der Liebe besiegt (de) : Zurwalden, Obmann der Bergführer
- 1962 : Son meilleur ami (Sein bester Freund)
- 1969 : Luftsprünge (série TV) : Hannes Kogler

### Comme réalisateur
- 1930 : Les Chevaliers de la montagne (Der Sohn der weißen Berge)
- 1931 : Les Monts en flammes (Berge in Flammen), coréalisé avec Joë Hamman
- 1932 : L'Héroïque Embuscade (Der Rebell)
- 1934 : Le Fils prodigue (Der Verlorene Sohn)
- 1936 : L'Empereur de Californie (Der Kaiser von Kalifornien)
- 1937 : Le Capitaine de Florence (Condottieri)
- 1938 : Le Défi (Der Berg ruft!)
- 1938 : Hymne à la neige (de) (Liebesbriefe aus dem Engadin), coréalisé avec Werner Klingler
- 1940 : Le Diable de feu (Der Feuerteufel)
- 1942 : Pastor Angelicus
- 1945 : Monte Miracolo
- 1950 : I Condottieri, Giovanni delle bande nere
- 1950 : Barriera a settentrione (it)
- 1951 : Aus König Laurins Rosengarten
- 1954 : Gold aus Gletschern
- 1955 : Il prigioniero della montagna
- 1956 : Von der Liebe besiegt (de)
- 1957 : Maria fille de la forêt (Wetterleuchten um Maria)
- 1962 : Vacanze scambio
- 1962 : Son meilleur ami (Sein bester Freund)
- 1971 : Ich filmte am Matterhorn (TV)
- 1979 : Heimat aus Gottes Hand

### Comme scénariste
- 1930 : Les Chevaliers de la montagne
- 1936 : L'Empereur de Californie
- 1937 : Le Capitaine de Florence (Condottieri)
- 1938 : Le Défi (Der Berg ruft!)
- 1938 : Liebesbriefe aus dem Engadin
- 1940 : Le Diable de feu (Der Feuerteufel)
- 1945 : Monte Miracolo
- 1950 : Barriera a Settentrione
- 1955 : Il prigioniero della montagna
- 1971 : Ich filmte am Matterhorn (TV)
- 1979 : Heimat aus Gottes Hand

### Comme producteur
- 1929 : Der Ruf des Nordens
- 1936 : L'Empereur de Californie
- 1938 : Liebesbriefe aus dem Engadin
- 1945 : Monte Miracolo
- 1951 : Aus König Laurins Rosengarten
- 1954 : Gold aus Gletschern
- 1971 : Ich filmte am Matterhorn (TV)
- 1979 : Heimat aus Gottes Hand

### Comme monteur
- 1942 : Pastor Angelicus

## À noter
Le souvenir de Luis Trenker a inspiré à Stuffer Reinhart une chanson, Das Luis Trenker Lied, interprétée dans les années 1990 par Die Ladiner (de), le célèbre duo de musique populaire du Val Gardena.